# مقاطعة بربور (ألاباما)
مقاطعة بربور (بالإنجليزية: Barbour County, Alabama)‏ هي إحدى مقاطعات ولاية ألاباما في الولايات المتحدة. تأسست سنة 1832، بلغ عدد سكانها 27457 نسمة في عام 2010 حسب إحصاء مكتب تعداد الولايات المتحدة وتصل الكثافة السكانية فيها 11.9 نسمة/كم2.

## أعلام
- دانيال إس. مارتن
- كاثرين جاكسون